# Havets drottning
Havets drottning är en amerikansk dokumentärfilm från 1944 vars produktion beställdes av USA:s flotta.
Filmen handlar om amerikanska flottans operationer i Stilla Havet med sina hangarfartyg och förband. Här visades människorna ombord, piloter som försöker ta sig ner på flygdäcket mitt i natten ibland med sönderskjutna flygplan och sjömännen och servicepersonalen som ser till att dessa flytande städer fungerar.
I filmen förekommer många kraschlandningar, alla bilder är autentiska eftersom både USA:s flotta och marinkår filmar alla starter och landningar som sker på hangarfartygen. Dessutom användes flygplanens kulsprutefilm (samtidigt som piloten använder flygplanets beväpning registreras användandet av en filmkamera). Havets drottning vann en Oscar för bästa dokumentärfilm.